# Blur (album)
| Recensione | Giudizio |
| ---------- | -------- |
| AllMusic   | [ 1 ]    |

Blur è il quinto album in studio del gruppo musicale britannico omonimo, pubblicato il 10 febbraio 1997 dalla Food Records e dalla Virgin Records.
L'album è stato certificato disco di platino dalla BPI e disco d'oro dalla RIAA. Ha venduto oltre un milione di copie in Europa.
Ha ricevuto critiche positive dove vengono lodate le sonorità del gruppo, che si discostano dai lavori precedenti.

## Descrizione
Il disco è stato registrato tra giugno e novembre del 1996 presso lo Studío Grettisgat di Reykjavík, in Islanda, e presso il Maison Rouge di Londra.
Nella carriera della band questo disco segna un netto cambiamento stilistico dal britpop alle sonorità lo-fi e indie rock, sotto le influenze dei gruppi statunitensi Pavement e Sonic Youth. Le cause di questo cambiamento musicale furono sicuramente dovute alle continue pressioni del chitarrista Graham Coxon nei confronti di Damon Albarn sulla necessaria evoluzione del loro suono e, secondariamente, alle registrazioni e al soggiorno del gruppo in alcune località dell'Islanda, fonte di ispirazione per molti brani.
La canzone You're So Great fu la prima ad essere scritta da Graham Coxon, nonché la prima ad apparire in un album dei Blur (il brano è eseguito solamente dallo stesso Coxon ed è indicata come l'inizio della carriera solista dello stesso).
Il brano Strange News from Another Star prende il titolo da Strange News from Another Star, una collezione di otto storie brevi scritte dall'autore tedesco Hermann Hesse tra il 1913 ed il 1918, mentre il brano Country Sad Ballad Man è ispirato da P. J. Proby. 
Il primo singolo estratto dal disco è stato Beetlebum. Il secondo singolo Song 2 divenne un successo anche negli Stati Uniti e fu inserito nella colonna sonora del videogioco FIFA: Road to World Cup 98.
Il singolo On Your Own è stato incluso nella colonna sonora del film The Beach.
Nel 2004 l'album venne unito a Modern Life Is Rubbish del 1993 in un box in edizione limitata facente parte della collezione della EMI 2CD Originals.

## Tracce
Testi e musiche di Damon Albarn, Graham Coxon, Alex James e Dave Rowntree, eccetto dove indicato.
1. Beetlebum – 5:04
2. Song 2 – 2:02
3. Country Sad Ballad Man – 4:50
4. M.O.R. – 3:27 (David Bowie, Brian Eno, Damon Albarn, Graham Coxon, Alex James, Dave Rowntree)
5. On Your Own – 4:26
6. Theme from Retro – 3:37
7. You're So Great – 3:35 (Graham Coxon)
8. Death of a Party – 4:33
9. Chinese Bombs – 1:24
10. I'm Just a Killer for Your Love – 4:11
11. Look Inside America – 3:50 – Prodotta dai Blur
12. Strange News from Another Star – 4:02
13. Movin' On – 3:44
14. Essex Dogs – 8:08 – contenente la traccia nascosta Interlude

Tracce bonus
1. Dancehall (traccia bonus della versione giapponese) – 6:25

## Formazione
- Damon Albarn – voce, tastiere, pianoforte, organo Hammond, chitarra acustica
- Graham Coxon – chitarra elettrica, chitarra acustica, theremin, batteria, voce in You're So Great
- Alex James – basso
- Dave Rowntree – batteria, percussioni, drum machine in On Your Own

## Classifiche
| Classifica (1997) | Posizione massima |
| ----------------- | ----------------- |
| Australia         | 22                |
| Austria           | 21                |
| Belgio (Fiandre)  | 25                |
| Belgio (Vallonia) | 12                |
| Canada            | 26                |
| Europa            | 5                 |
| Finlandia         | 8                 |
| Francia           | 12                |
| Germania          | 23                |
| Giappone          | 7                 |
| Irlanda           | 1                 |
| Italia            | 7                 |
| Norvegia          | 6                 |
| Nuova Zelanda     | 3                 |
| Paesi Bassi       | 49                |
| Regno Unito       | 1                 |
| Spagna            | 6                 |
| Stati Uniti       | 61                |
| Svezia            | 4                 |
| Svizzera          | 17                |